# 4 Vallées
Les 4 Vallées sont un domaine skiable valaisan. Il s'agit du plus grand domaine skiable relié de Suisse et le troisième d'Europe.

## Localisation
Le domaine se trouve sur le versant sud des Alpes valaisannes et s'étend sur huit communes  et cinq districts  valaisans.
Le domaine skiable recouvre les stations de ski de Verbier, Nendaz, Veysonnaz, Thyon, La Tzoumaz, Siviez, Bruson, Le Châble, Médran, Les Collons, Les Masses.

## Histoire
Le projet de relier toutes ces stations est né au milieu des années 1970, l'idée venant entre autres de Rodolphe Tissières, Michel Michelet et René Fournier. Le domaine des 4 Vallées devient une réalité au mois de septembre 1983 lorsque le téléphérique du Mont-Fort est inauguré.

## Les 4 Vallées en chiffres
Les 4 Vallées offrent 80 installations à câble (téléskis, télésièges, télécabines, funitels et téléphériques confondus) et la célèbre piste de l'Ours ainsi que 410 km de pistes et itinéraires de ski, dont presque 200 km sont de difficulté moyenne à très difficile. Le Mont-Fort, situé au centre du domaine, s'élève à 3 330 mètres d'altitude et offre une vue sur des sommets tels que le Cervin, le Grand Combin et le Mont Blanc.